# Celmo Rodrigues
Celmo Rodrigues de Carvalho (São Gonçalo, 20 de junho de 1930 — 6 de setembro de 2000) foi um pintor,desenhista e professor brasileiro que viveu e trabalhou sempre em Niterói.
Foi aluno e discípulo de Bráulio Poiava, um dos integrantes do Núcleo Bernardelli.
Expôs no Salão Nacional de Belas Artes obtendo duas menções honrosas, em 1968 e 1972.
Celmo Rodrigues foi um dos grandes marinhistas brasileiros.